# アンダーソン (インディアナ州)
アンダーソン（Anderson）は、アメリカ合衆国インディアナ州中央部北東寄りに位置する都市。同州マディソン郡の郡庁所在地である。州都インディアナポリスの北東約55kmに位置し、同市の都市圏に含まれている。人口は1970年に7万人を数えたのをピークに減少傾向にあり、2020年国勢調査時点では54,788人。
1827年に創設され、市名はレナペ族の酋長ウィリアム・アンダーソン（デラウェア語名: Kikthawenund）にちなんでつけられた。1880年代に天然ガスが発見されると、インディアナ州の天然ガスブームにおける中心地の1つとなった。1910年代にはガス資源が枯渇したが、その後は自動車産業が発展した。1940年代後半には、わずか1シーズンではあるものの、NBAのチームも置かれた。
アンダーソンにはホーリネス運動および福音主義の流れを汲む、チャーチ・オブ・ゴッド（Church of God） の本部が置かれ、同教派系のアンダーソン大学がキャンパスを構えている。また、市の中心部はアンダーソン・ダウンタウン歴史地区に指定されており、パラマウント・シアターや、グリューンウォルド・ハウスといった歴史的建造物が建ち並んでいる。

## 歴史
今日のアンダーソン市があるこの地には、ヨーロッパ人が入植する2,000年近く前に、古代のネイティブ・アメリカンが住み着き、アデナ文化やホープウェル文化が興っていた。市の東、ホワイト川の東岸に広がるマウンズ州立公園には、紀元前160年頃、宗教的な儀式のために造られたと考えられている塚が10基残っている。

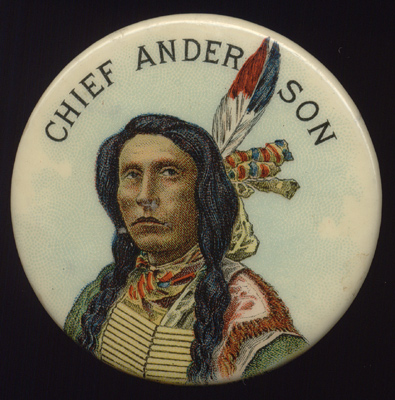
ウィリアム・アンダーソン酋長

ペンシルベニア州アンダーソンズ・フェリー（現在の同州マリエッタ）で、サスケハナ川の渡し船を運航していたスウェーデン系の父と、レナペ族の母の間に生まれたウィリアム・アンダーソンは、ヨーロッパ人の入植が進むにつれて生まれた土地を追われオハイオへ、さらに1795年のグリーンビル条約でオハイオからも追われてこの地へと移ってきた。その後1818年、アンダーソン酋長とその部族はオハイオ州セントメアリーズで結ばれた条約によってこの地からも追われ、ミズーリ州へ、そして最終的にはカンザス準州へと移り住んだ。
やがてこの地にも入植者が移り住んできた。最初の入植者の1人であったウィリアム・コナーは、ジョン・ベリーとその妻サラに土地を売却した。その後ベリー夫妻は、ペンドルトンにあったマディソン郡の郡庁舎をこの地に移すことを条件として、32エーカー（13ha）の土地を郡に寄付した。こうして1827年にジョン・ベリーはアンダーソンの町を区画し、翌1828年に郡庁舎がアンダーソンに移された。このアンダーソンという名は前述のウィリアム・アンダーソン酋長にちなんでつけられたもので、入植初期にはアンダーソン・タウン（Anderson Town）と呼ばれていた。また、モラヴィア兄弟団の宣教師たちにはThe Heathen Town Four Miles Away（4マイル先の異教徒たちの町）と呼ばれた。
1837年、ウォバッシュ・アンド・エリー運河の支流となるセントラル運河の建設が計画され、その流路がアンダーソンの中央部を通ることが判ると、流路沿いの成長と開発が進むものと期待された。翌1838年には、人口350人で町制を施行した。しかし、1837年恐慌の影響で運河の建設計画が白紙撤回されると、アンダーソンは町としての法人格を失い、非法人の村へと降格した。 やがて恐慌の影響も過ぎ去った1849年、アンダーソンでは商業が発展し、2度目の町制を施行した。しかしこの町制も長くは続かず、1852年には再び村に降格した。しかし、同年にインディアナポリス・アンド・ベルファウンテン鉄道が開通し、アンダーソンに駅が設けられると、これが助けとなって、翌1853年には3度目の町制を施行した。ここから三たび降格することはなく、1865年8月28日、アンダーソンは人口1,300人で市制を施行した。
鉄道に次いで市の成長の起爆剤となったのは、1887年3月31日に発見された天然ガスであった。安価で豊富なガス資源によって様々な産業、ことにガラス製造業が発展し、市の人口は急増した。この経済的成功によって、アンダーソンはThe Pittsburgh on White River（ホワイト河畔のピッツバーグ）、ないしQueen City of the Gas Belt（ガスベルトの女王都市）と呼ばれた。

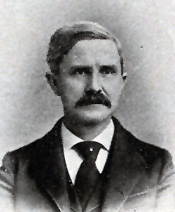
チャールズ・L・ヘンリー（1896年）

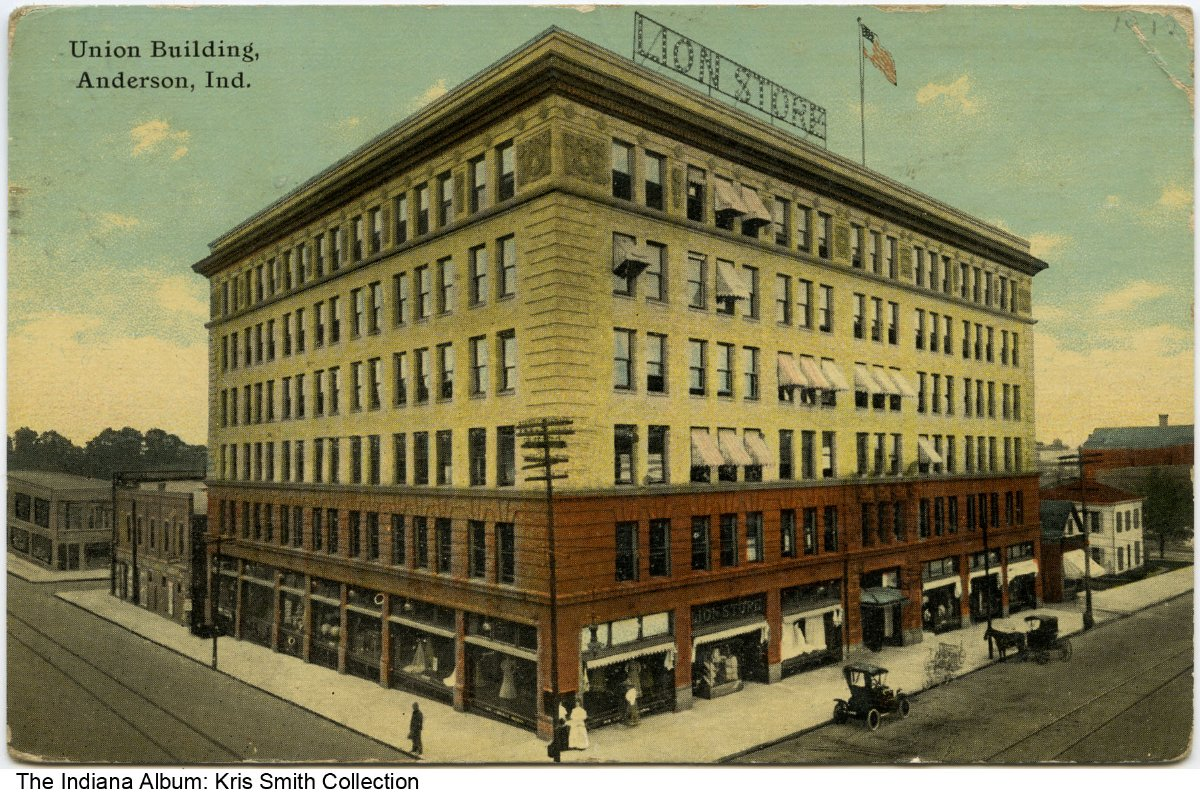
ユニオン・ビルディング（1912年頃）。ユニオン・トラクションの本社はこのビルの最上階（6階）のワンフロアを占めていた。

天然ガスブームの最中、新しい交通手段も生まれた。アンダーソンの南、ハンコック郡出身の元州議会上院議員チャールズ・L・ヘンリーは、1891年にアンダーソンのラバ鉄道網を買い取り、翌1892年には電化した。連邦議会下院議員に選出された後、1897年には、ヘンリーはインディアナ州初の電鉄会社となったユニオン・トラクション社を設立し、その本社をアンダーソンに置き、アンダーソンとその北のアレクサンドリアとの間に初めてのインターアーバン路線を開通させた。その後ユニオン・トラクションは、インディアナポリス、マリオン、マンシー、ココモと、州中央部・北東部を中心に次々と路線を開通させた。
オハイオ州出身の発明家、ジョン・ウィリアム・ランバートが、アメリカ合衆国史上初めての自動車を発明・生産したのもこの頃であった。1891年、ランバートは1気筒のガソリンエンジンを積んだプロトタイプ、バックアイ・ガソリン・バギーを発明し、オハイオ州北西部のオハイオシティで試運転を行った。翌1892年には、ランバートはバックアイ・マニュファクチャリング社を設立してアンダーソンにその生産拠点を置き、ランバート自身もアンダーソンに移り住んできた。同社は第一次世界大戦時下で軍需工場に転用されるまで存続した。

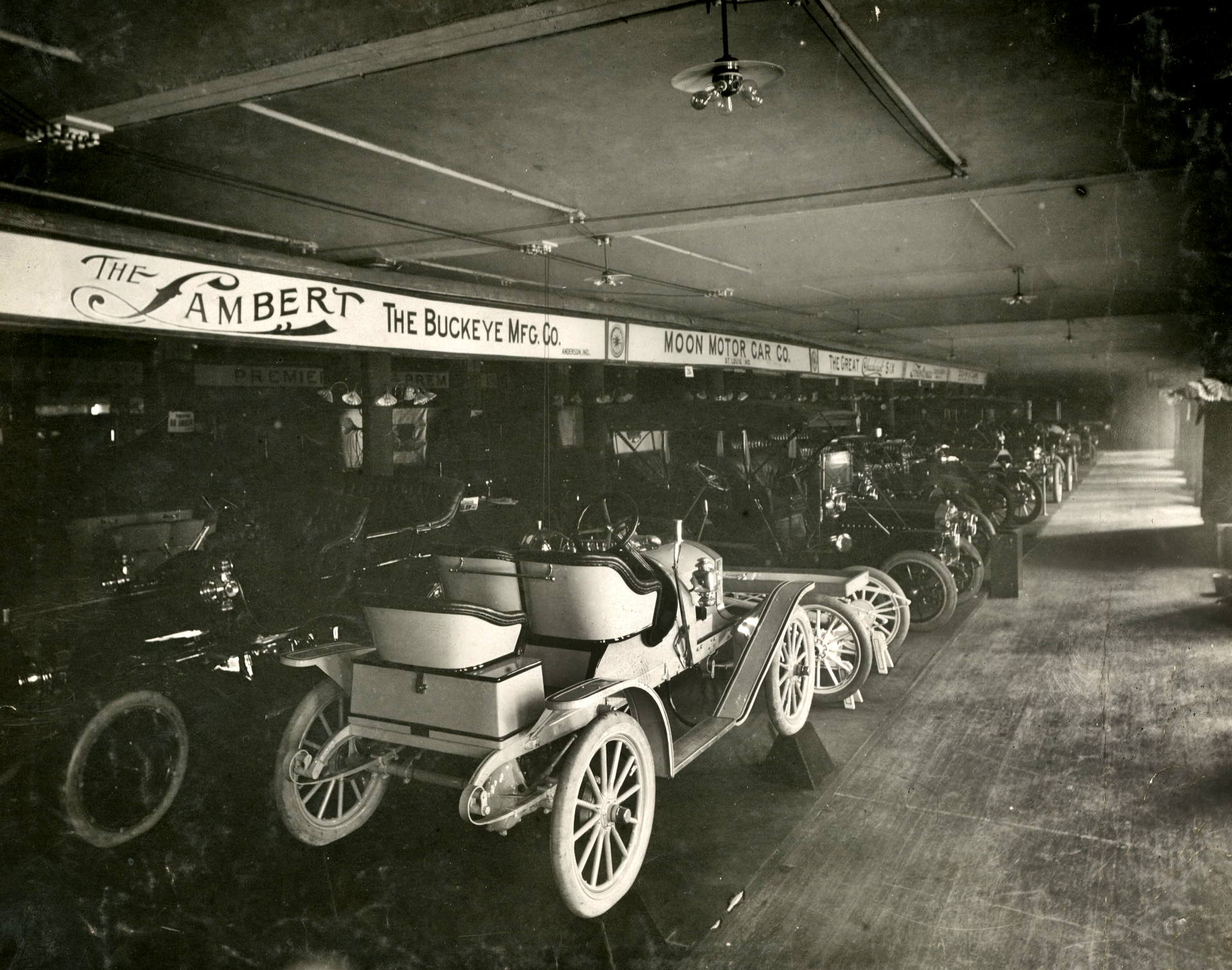
バックアイ・マニュファクチャリング社の工場で量産されたランバートの自動車（1908年）

しかし1912年、天然ガス資源は枯渇し、ブームも終焉した。数多くの工場が市外へ流出し、雇用が失われた。それに対し、1905年に結成された商業クラブ（現商業局）は、市に産業をできるだけ残すべく、レミー・ブラザーズをはじめとする市内企業の説得にあたった。その結果、デルコ・レミーやガイド・ランプ（ともにその後ゼネラルモーターズ傘下）がアンダーソンの地域経済を支える企業として残り、その後他の自動車関連企業も市に流入した。やがて、ゼネラルモーターズはアンダーソンに20ヶ所もの工場を置き、22,000人以上の雇用をもたらし、その福利厚生をも含めて、同社の企業城下町の1つとした。
自動車はアンダーソンに新たな産業をもたらしたが、その一方でインターアーバンの時代の終焉も招いた。チャールズ・L・ヘンリーの死後、1930年には、ユニオン・トラクションはインディアナ鉄道に統合された。しかし、高規格道路の整備が進み、自家用車の普及率が上がり、都市間交通がグレイハウンドをはじめとするバスに取って代わられる中、インディアナ鉄道は競争劣位に立たされるようになっていった。1931年にアンダーソン・マリオン間が廃線になったのを皮切りに、州内各地で次々とインターアーバンの廃線が進んだ。そして1941年1月19日、最後の電車がアンダーソンを発ち、この地域におけるインターアーバンはその役目を終えた。
第二次世界大戦後、アンダーソンにはわずか1シーズンではあるものの、北米4大プロスポーツリーグのチームが置かれたことがあった。1946年にナショナル・バスケットボール・リーグ（NBL）のチームとして創設されたアンダーソン・パッカーズは、1949年にリーグと共にNBAに合流し、その創設メンバーチームの1つとなった。パッカーズはNBA最初のレギュラーシーズンを37勝27敗、西ディビジョン2位で終えてプレーオフに出場したが、NBAセミファイナル（準決勝）で、そのシーズンのNBAファイナル勝者となったミネアポリス・レイカーズ（現ロサンゼルス・レイカーズ）に敗れた。しかし、この好成績にもかかわらず、翌1950-51年のシーズンには、パッカーズはNBAを脱退した。
1970年には人口70,787人を抱えてピークに達したが、1970年代以降、州内、およびラストベルトの多くの工業都市と同様、アンダーソンは脱工業化の中で、次第に衰退していった。最盛期にはアンダーソンに20ヶ所の工場を置き、22,000人以上を雇用していたゼネラルモーターズも、1970年代後期から徐々にその工場を閉鎖しはじめ、2000年代にはパーツ工場2ヶ所を除いて全て撤退、同社のもたらす雇用も1/10程度に激減した。それ以降は、地域経済も自動車産業依存から脱却せざるを得なくなり、多角化しつつある ものの、失業率が高止まりし、ゼネラルモーターズ元社員に対する福利厚生費が財政を圧迫する など、依然として脱工業化の爪痕が残っている。

## 地理

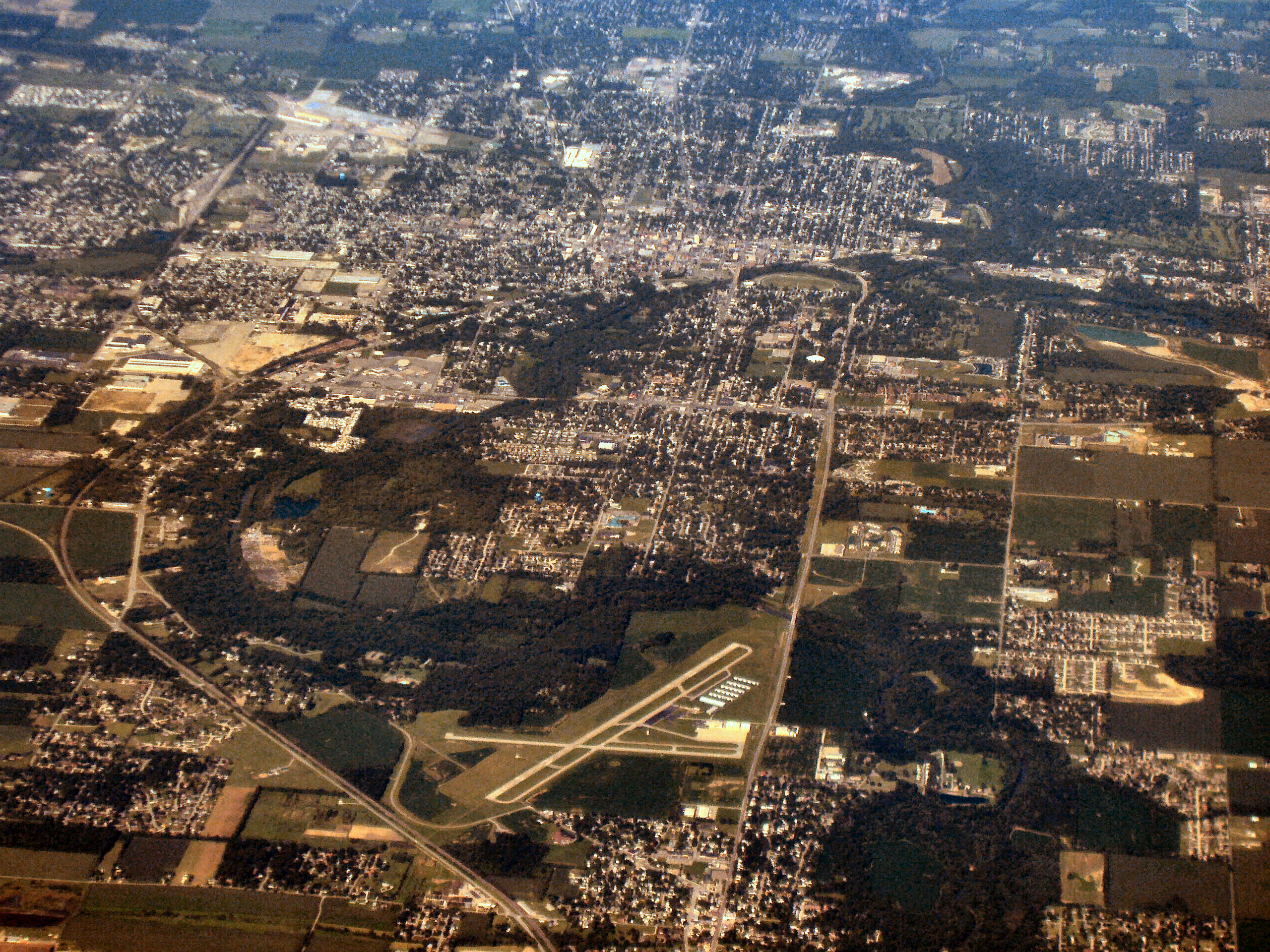
上空よりアンダーソンを望む。画像上側は西。

アンダーソンは北緯40度6分27秒 西経85度40分43秒 / 北緯40.10750度 西経85.67861度に位置している。市はインディアナ州中央部北東寄り、マディソン郡南部にあり、州都インディアナポリスからは北東へ約55kmである。
アメリカ合衆国国勢調査局によると、アンダーソン市は総面積108.03km2（41.71mi2）である。そのうち107.74km2（41.60mi2）が陸地で0.29km2（0.11mi2）が水域である。総面積の0.27%が水域となっている。市の標高は269mである。
市内の街路は、周縁部ではやや入り組んだところもあるものの、市中心部においては整然と区画されている。市中心部付近を東西に通る通りには数字がついており、南へ行くほど数字が大きくなる。東西に通る通りは、市中心部のメインとなる通りであるメリディアン・ストリートを境に東（E）と西（W）に分かれている。一方、南北に通る通りには、南（S）と北（N）の区別は無い。また、市中心部には、ランドマークとなっているパラマウント・シアター（後述）をはじめとした歴史的建築物が建ち並んでおり、アンダーソン・ダウンタウン歴史地区として2006年に国家歴史登録財に指定されている。

### 気候
アンダーソンの気候は暑く湿気の多い夏と寒い冬に特徴付けられる、大陸性の気候である。最も暑い7月の平均気温は24℃、最高気温は30℃に近くなり、日中32℃を超えることは平年で月に7日程度である。しかし最低気温は18℃まで下がり、涼しくなる。最も寒い1月の平均気温は氷点下2℃、最低気温は氷点下7℃まで下がる。降水量は春季・夏季の4-8月は多く月間90-105mm、冬季の1-2月は少なく月間60mm前後、その他の月は月間75-80mm程度である。また、冬季の12-3月の降雪量は月間7-15cm程度である。年間降水量は約1,010mm、年間降雪量は約49cmである。ケッペンの気候区分では、アンダーソンは計算上は温暖湿潤気候（Cfa）に合致するものの、中西部に広く分布する冷帯湿潤気候（Dfa）に分類することもある。
|               | 1月  | 2月  | 3月 | 4月  | 5月  | 6月  | 7月  | 8月  | 9月  | 10月 | 11月 | 12月 | 年    |
| ------------- | ---- | ---- | --- | ---- | ---- | ---- | ---- | ---- | ---- | ---- | ---- | ---- | ----- |
| 平均気温（℃） | -2.4 | -0.9 | 4.7 | 10.8 | 16.6 | 21.6 | 23.6 | 22.6 | 19.0 | 12.7 | 5.9  | -0.5 | 11.1  |
| 降水量（mm）  | 56   | 61   | 83  | 96   | 104  | 106  | 104  | 89   | 78   | 73   | 85   | 75   | 1,010 |
| 降雪量（cm）  | 15.0 | 11.2 | 6.9 | 1.3  | -    | -    | -    | -    | -    | 0.2  | 3.0  | 11.7 | 49.3  |

## 政治

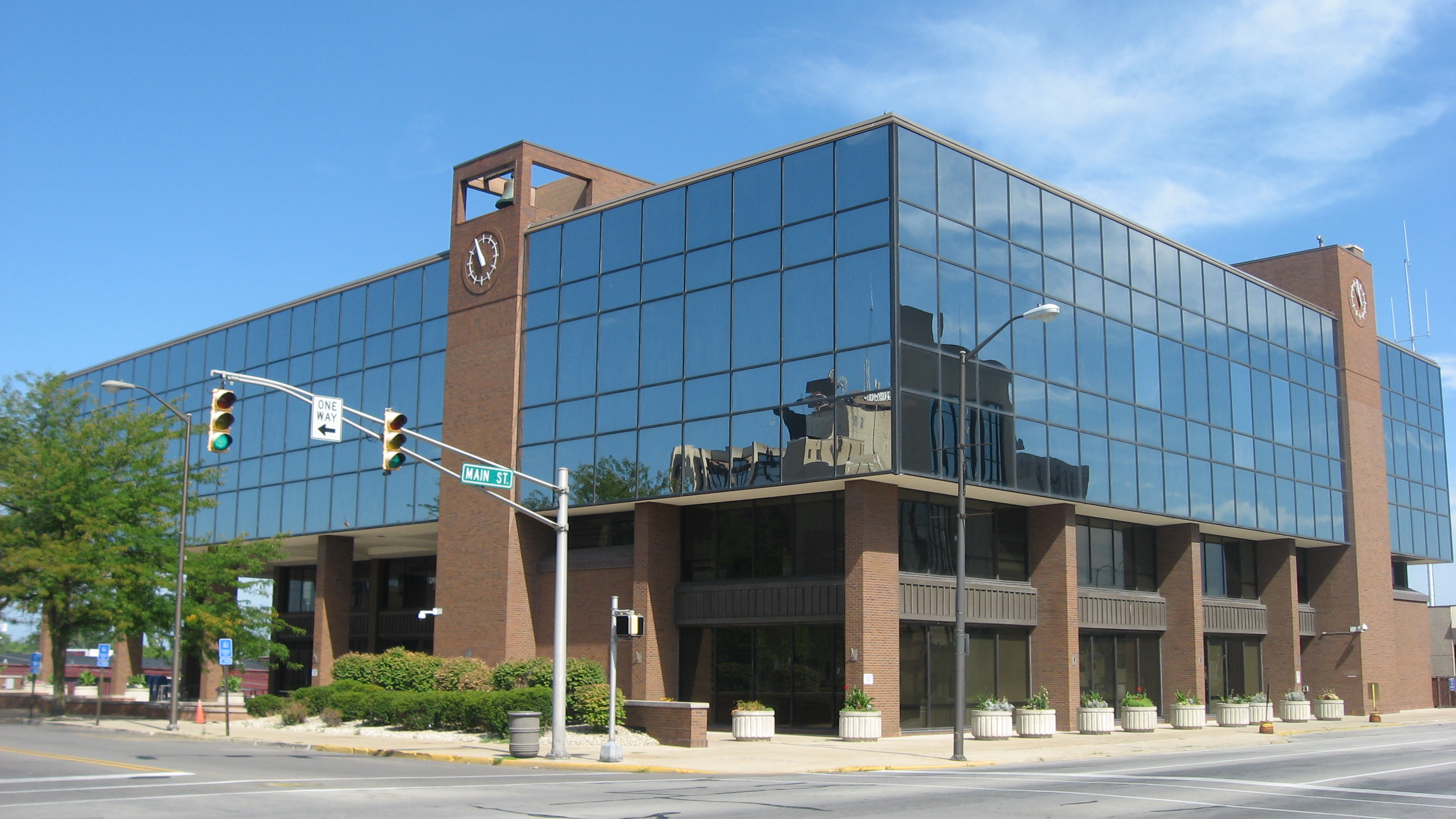
マディソン郡庁舎

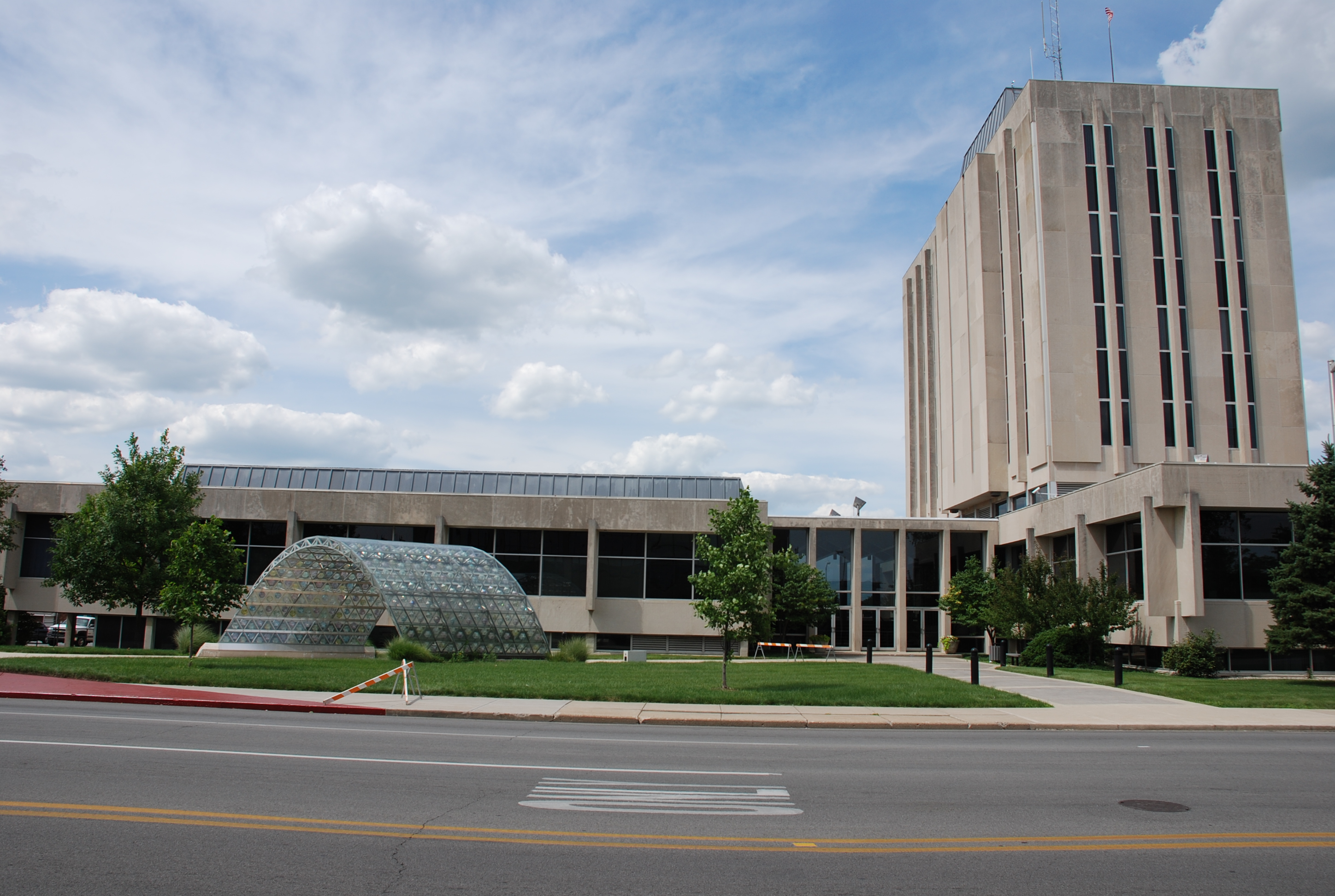
アンダーソン市庁舎

アンダーソンは市長制を採っている。市長は市の行政機関の長であり、州法の定めに従ってその職務、および責務を遂行することを求められている。市長に加えて、市書記官、市裁判官、および市議会議員は、市の条例により、選挙によって選出されると定められている。
市の立法機関である市議会は9人の市議員から成っている。そのうち6人は市を6つに分けた小選挙区から1人ずつ選出され、残りの3人が全市から選出される。市議会の議長は市議員の中から選出する。

## 経済
20世紀中盤にはゼネラルモーターズの企業城下町の1つとして発展したアンダーソンも、同社の撤退によって、自動車産業依存からの脱却、地域経済の多角化を余儀なくされている。2000年代以降においては、市内の病院が市最大の雇用主となっている。加えて、2007年に置かれたネスレの工場も、アンダーソンにおける大きな雇用主となっている。
ゼネラルモーターズの工場の多くは1940-50年代に建てられたもので、21世紀の建築基準に合致するものではなく、従って売却もままならないのが実情ではあるが、やはり2000年代中盤以降、何とか売却できた工場跡からはスタートアップ系ベンチャー企業が生まれてきている。その中の1つであった、2008年に創業したブライト・オートモーティブは、100MPG（約42.5km/L）の燃費を誇るプラグインハイブリッドバンを生産していた。しかし、エネルギー省の先端技術自動車製造に対する融資プログラムを受けることができなかったために資金繰りがつかなくなり、2012年に倒産した。
ゴー・エレクトリックは、2011年にアンダーソンで創業した、UPSやマイクログリッドなどの電源技術・ソリューションを提供するスタートアップ系ベンチャー企業である。同社はアンダーソンの本社のほか、ホノルルおよびサンフランシスコに事業所を置いている。2017年には、同社は陸軍工兵隊建築エネルギー研究所のマイクログリッドを受注した。2019年、同社はフランスの電池製造大手、サフトの傘下に入った。
2012年に創業し、ホンダ車の内外装の塗装を行っているグリーンビル・テクノロジー・アンダーソンは、日本の自動車部品メーカーである森六テクノロジーの関連会社の1つとなっている。また、トラック貨物運送のカーター・エクスプレスは、アンダーソンに本社を置いている。両社とも、アンダーソンにおける主要な雇用主となっている。

## 交通
アンダーソンを含むインディアナポリス都市圏の玄関口となる商業空港は、インディアナポリスのダウンタウンの南西約14km、アンダーソンの中心部からは南西に約70km離れたインディアナポリス国際空港（IATA: IND）である。同空港には主要航空会社が各社ハブ空港からの便を就航させている。アンダーソン市域東端、市中心部の東約5.5km に立地するアンダーソン市営空港（IATA: AID）は、ゼネラル・アビエーションと呼ばれる、自家用機やチャーター機などの発着が主となる、規模の小さい空港である。ゼネラルモーターズがアンダーソンに工場を置いていた頃は、工場間を行き来する同社の従業員を輸送するための定期便が、本社のあるデトロイトをはじめ、インディアナポリス、ココモ、デイトン、およびバッファローとアンダーソンとの間に就航していた。
アンダーソンの市域を取り囲むように、その南端および東を州間高速道路I-69が通っている。I-69はインディアナポリスから北東へ、フォートウェインやミシガン州の州都ランシングを経由して、カナダとの国境のポートヒューロンへと至る高速道路である。インディアナポリスからエバンズビル方面へ、さらにオハイオ川を渡ってケンタッキー州以南へも建設が進められている。
市内の公共交通機関としては、市当局が運営する、アンダーソン市交通システム（City of Anderson Transit System、CATS）の路線バスが7系統運行されている。市中心部にあるCATSのターミナルは、グレイハウンドと提携しているミラー交通（Miller Transportation）が運営する、フージャー・ライド（Hoosier Ride）という、インディアナ州を中心とした中長距離バスのバスターミナルも兼ねており、インディアナポリス方面と、マンシー・フォートウェイン方面を結ぶバスが停車する。

## 教育

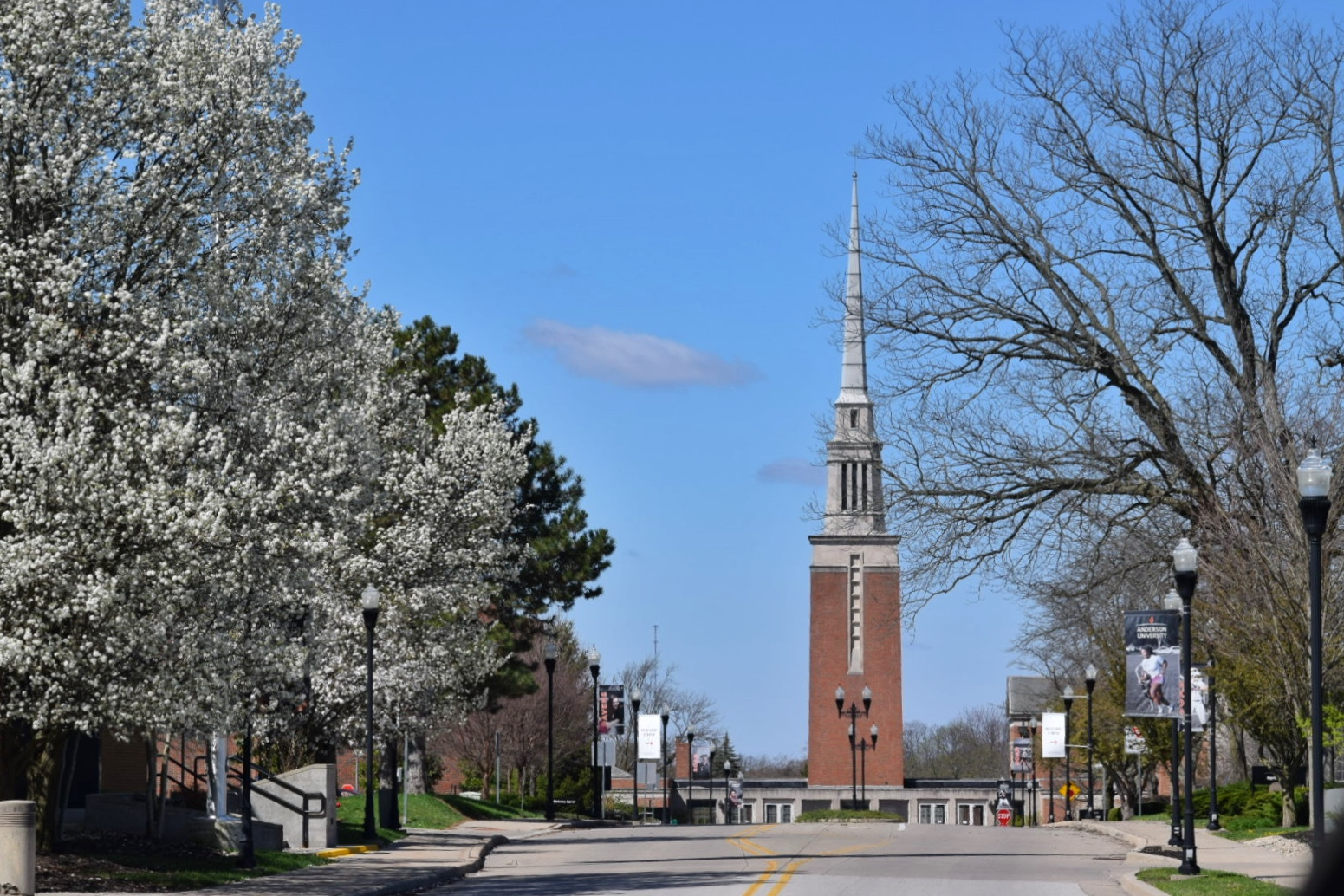
アンダーソン大学

アンダーソン大学は市中心部の北東約1.5km、ホワイト川の対岸に163エーカー（660,000m2） のキャンパスを構えている。同学は1917年にチャーチ・オブ・ゴッドが聖書学校として創立した私立大学で、学部でのリベラル・アーツ教育を主としながらも、経営学、音楽教育学、および神学の大学院も有している。同学は学部に約1,300人、大学院に約250人の学生を抱え、学生対教授の人数比11:1、全講義の8割は20人以下の学生数という、少人数制の教育を行っている。また、同学の学生の約1/7は、チャーチ・オブ・ゴッドの信徒が占めている。アンダーソン大学は、USニューズ&ワールド・レポートの大学ランキングでは、中西部の「地方区の大学」の中で50位前後に入る評価を受けている。
アンダーソンにおけるK-12課程は主にアンダーソン・コミュニティ学区の管轄下にある公立学校によって支えられている。同学区は就学前教育校1校、小学校（幼稚園・1-5年生）6校、中学校（6-8年生）2校、高校（9-12年生）1校を有し、約6,800人の児童・生徒を抱えている。このほか、アンダーソン予備学校（Anderson Preparatory Academy）という、軍隊式の教育を行う小中高一貫のチャーター・スクールもある。同校は大学進学を見据えてリベラル・アーツ教育を行うのに加えて、6-8年生の全生徒に民間航空パトロール（CAP）の候補生プログラムへの参加を義務付けたり、9-12年生が任意で空軍の少年予備役将校訓練課程（JROTC）に参加できる機会を与えたり と、軍事教練も行っている。

## 文化と名所

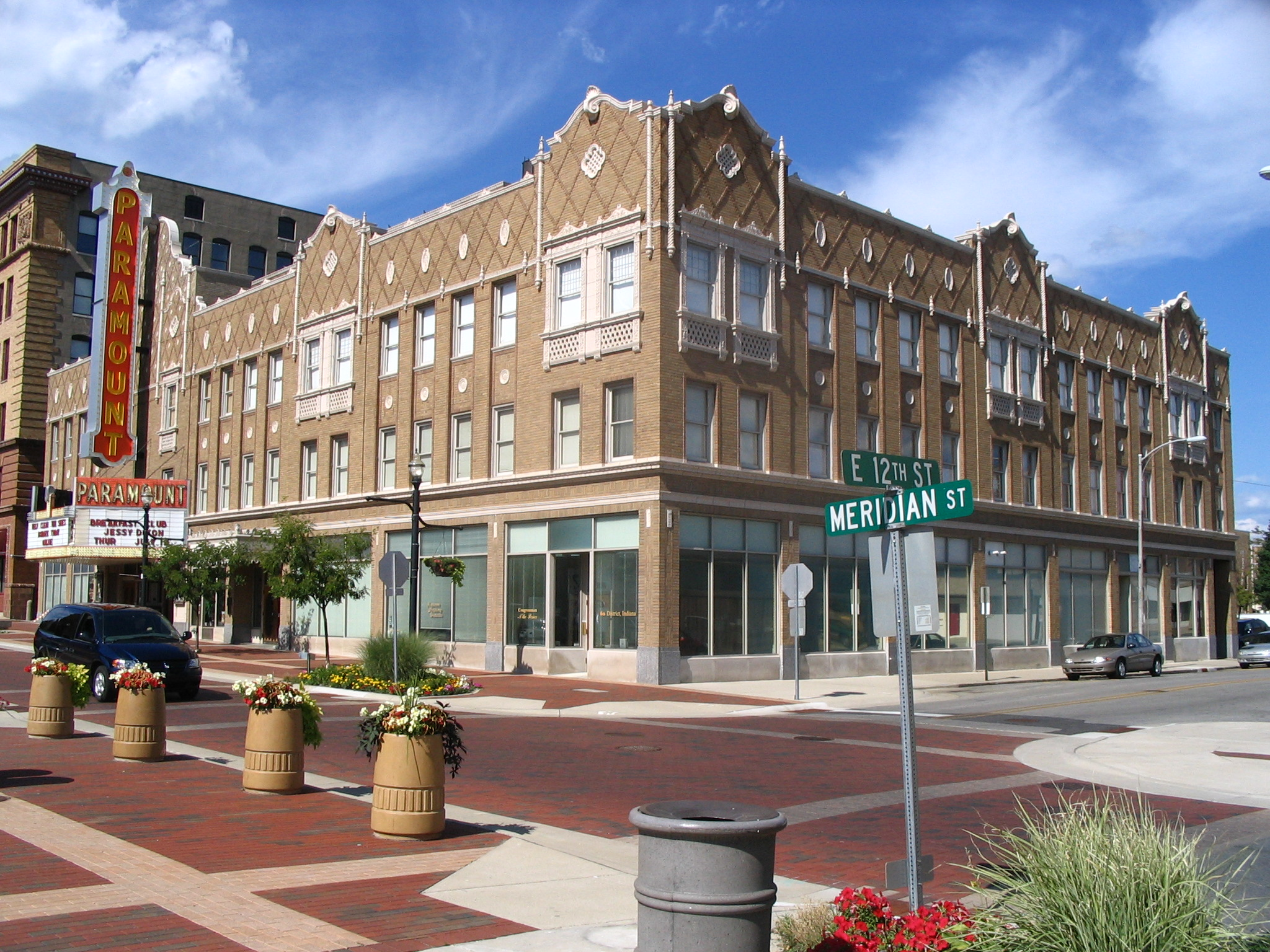
パラマウント・シアター

市中心部のランドマークともなっているパラマウント・シアターはメリディアン・ストリートと12thストリートの北東角に立地している。この劇場はジョン・エバーソンが設計し、1929年に建てられたもので、パラマウントが所有していたことからこの名がついた。エバーソンが得意とした、アトモスフェリック・シアターと呼ばれる様式で、内装はスペインの家屋や町並みを、また天井は星空を模していた。この劇場ではボードビルの上演、および映画の上映が行われていた。当初の設計では7階建てで、ホテルや、その最上階のボールルームも設けられる予定であったが、世界恐慌の影響で3階建てに縮小された。1985年に閉館後、1989年には取り壊しの危機にあったが、地元の弁護士が始めた保存活動が功を奏し、改修後、1995年に再開館した。再開館にあたっては、席を広く取るために1,700席から1,458席に減らされた。また、当初の設計にあったボールルームが3階に設けられた。再開館後、この劇場は、建てられた当初と同様に映画の上映のほか、様々な公演やイベントに用いられている。パラマウント・シアターは、改修中の1991年に単体で国家歴史登録財に指定された後、2006年に市中心部がアンダーソン・ダウンタウン歴史地区として国家歴史登録財に指定された際に、その構成物件の1つとなっている。

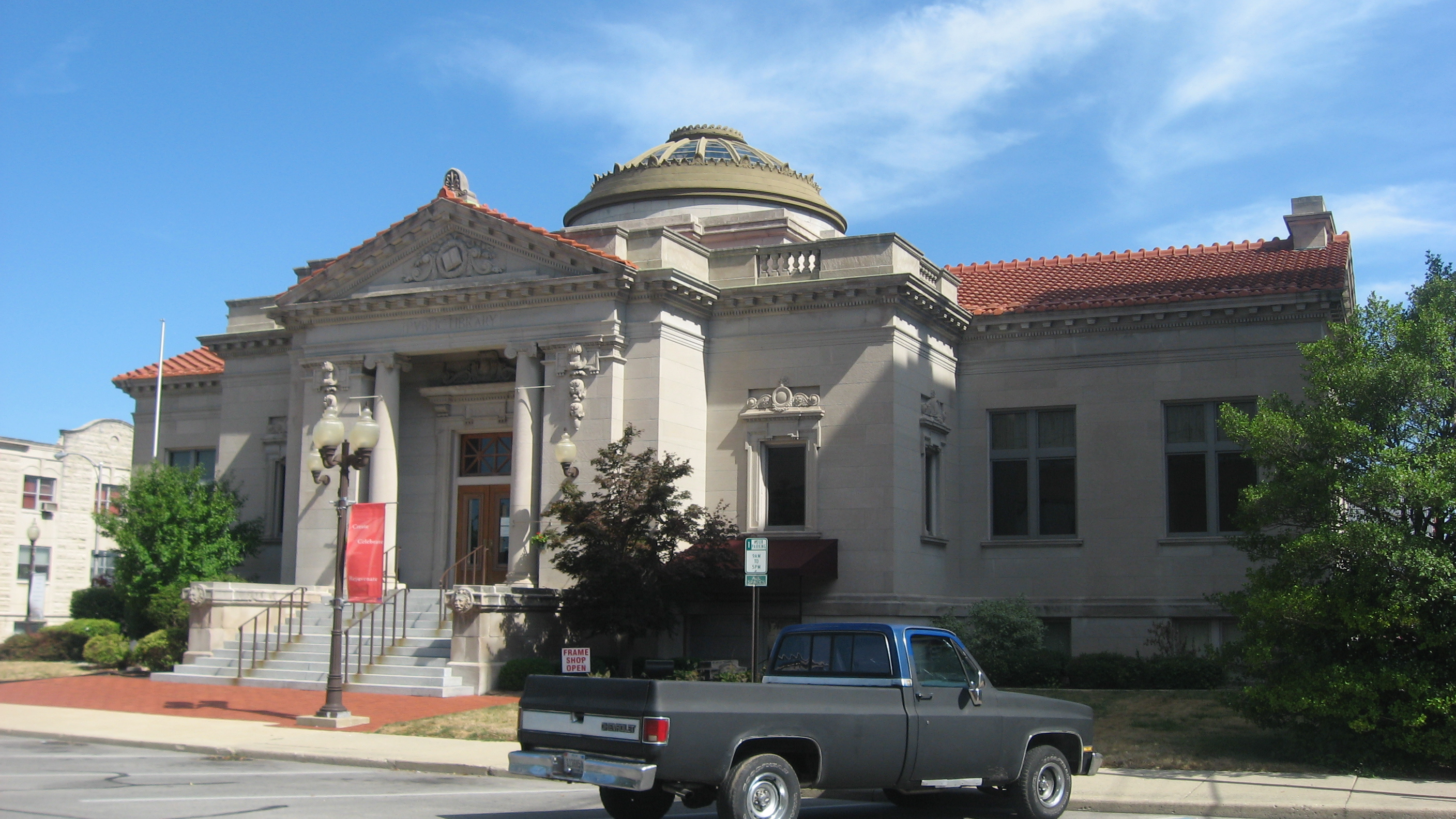
アンダーソン美術館

パラマウント・シアターから北へ2ブロック、西へ1ブロック、10thストリートとジャクソン・ストリートの北東角にはアンダーソン美術館が立地している。同館はもともとは、1890年代の天然ガスブームの最中にアンダーソンに移り住み、数々の事業を成功させた実業家、ウィリアム・ジョン・アルフォードの娘ネリーが、1966年にその家屋と土地を寄贈して開館したものであった。収蔵品の増加により手狭になったため、1998年、同館は1905年に建てられたカーネギー図書館に移転してきた。このカーネギー図書館自体は美術館が移転してくる前、1985年に国家歴史登録財に指定されていた。同館は様々な芸術作品を収蔵・展示するほか、館内外での芸術教室も開催している。

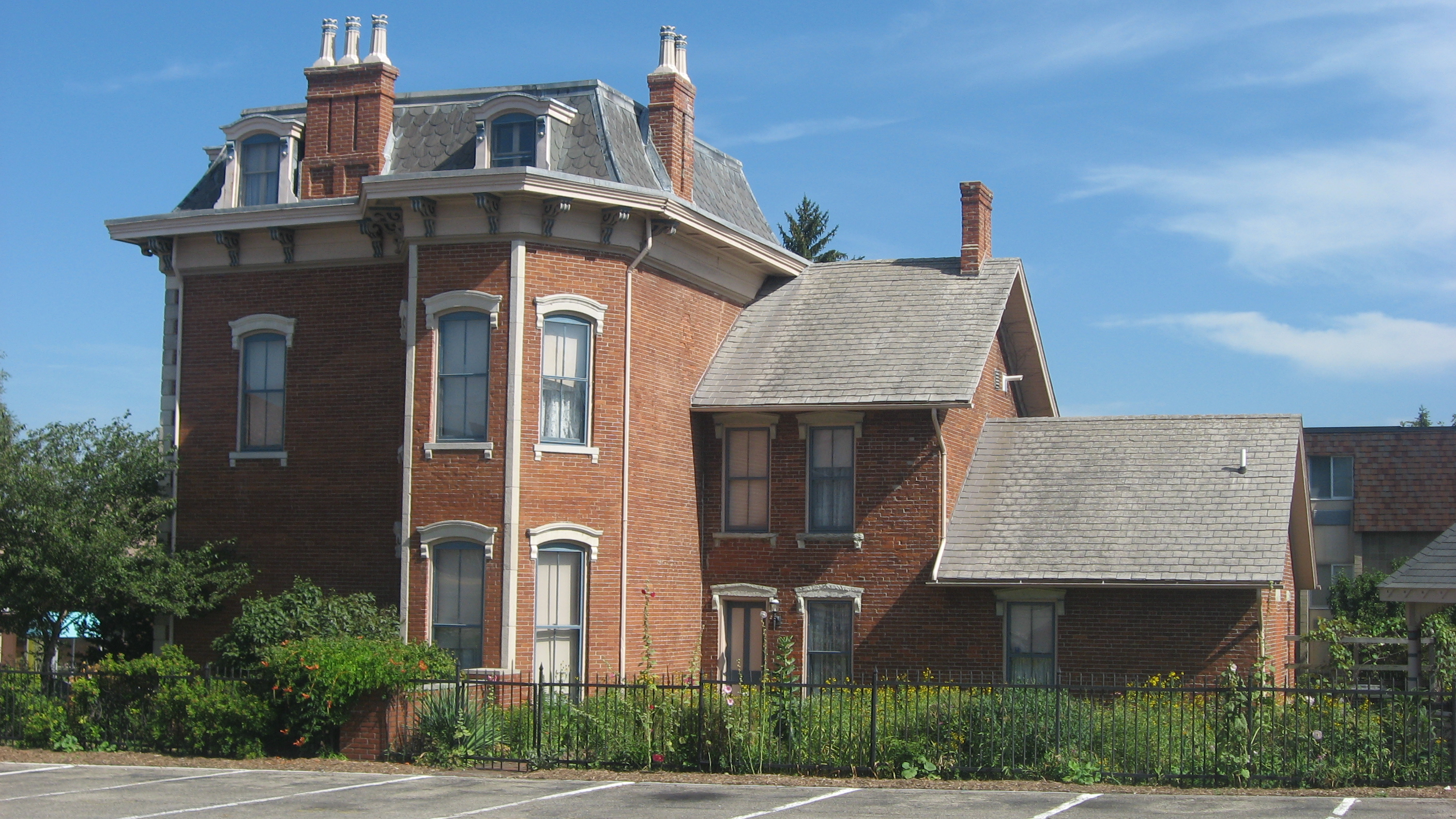
グリューンウォルド・ハウス

市中心部のやや北側、メリディアン・ストリートの1本東を通るメイン・ストリートと、7thストリートとの北東角、ホワイト川の河岸近くには、グリューンウォルド・ハウスが建っている。第二帝政期建築様式のこの家屋は、1860年にアンダーソンに移入したドイツ系移民で、そこから10年で実業家として成功し、アンダーソン有数の富豪の1人となった、マーティン・グリューンウォルドの邸宅であった。もともとの家屋は1860年に建てられたものであったが、1873年にグリューンウォルドが増築して完成させた。この家屋は1970年に市が歴史的家屋として保存すべく買い取り、修復した後、博物館としてその庭園とともに一般に公開されている。また、同館では南北戦争時の史料も調査・研究用に保存している。グリューンウォルド・ハウスは、1976年に単体で国家歴史登録財に指定され、その後アンダーソン・ダウンタウン歴史地区の構成物件の1つとなっている。
市中心部から南西へ約2kmに立地するアンダーソン・スピードウェイは、1周1/4マイル（402m）のショートトラックのオーバルコースである。このサーキットでは、毎年メモリアル・デーの前々日、すなわちインディ500の前日の土曜日に、リトル500というレースが行われる。
アンダーソンは「ピーナッツ」の中でも言及されている。作中でスヌーピーが愛読する、架空の作家ヘレン・スウィートストーリーによる「うさちゃんシリーズ」（The Six Bunny Wunnies）の1つには、1971年4月13日に初出の「6ひきのうさちゃん、インディアナ州のアンダーソンで途中下車」（The Six Bunny Wunnies and Their Layover in Anderson, Indiana）というタイトルの本がある。なお、「ピーナッツ」の作者、チャールズ・M・シュルツは、1963年にアンダーソン大学より名誉学位を授与されている。

## 人口推移
以下にアンダーソン市における1850年から2020年までの人口推移をグラフおよび表で示す。インディアナポリス・カーメル・アンダーソン都市圏、およびインディアナポリス・カーメル・マンシー広域都市圏全体の人口については、インディアナポリス#都市圏を参照のこと。
| 統計年 | 人口     |
| ------ | -------- |
| 1850年 | 383人    |
| 1860年 | 1,196人  |
| 1870年 | 3,126人  |
| 1880年 | 4,126人  |
| 1890年 | 10,741人 |
| 1900年 | 20,178人 |
| 1910年 | 22,476人 |
| 1920年 | 29,767人 |
| 1930年 | 39,804人 |
| 1940年 | 41,572人 |
| 1950年 | 46,820人 |
| 1960年 | 49,061人 |
| 1970年 | 70,787人 |
| 1980年 | 64,695人 |
| 1990年 | 59,459人 |
| 2000年 | 59,734人 |
| 2010年 | 56,129人 |
| 2020年 | 54,788人 |